# Lochbuie (Colorado)
Ne doit pas être confondu avec Lochbuie (Écosse).
Lochbuie est une ville américaine située dans le comté de Weld dans le Colorado.
Selon le recensement de 2010, Lochbuie compte 4 726 habitants. La municipalité s'étend sur 3,77 milles carrés (9,76 km2). Une partie de la ville s'étend sur le comté d'Adams : 0,25 milles carrés (0,65 km2) pour deux habitants.
La ville est nommée en référence à Lochbuie, en Écosse.

## Démographie
| 1980 | 1990  | 2000  | 2010  | - | - |
| ---- | ----- | ----- | ----- | - | - |
| 895  | 1 168 | 2 049 | 4 726 | - | - |